# Kanhchriech
Huyện Kanhchriech (tiếng Khmer: ស្រុកកញ្ច្រៀច) là một huyện nằm ở tỉnh Prey Veng, đông nam Campuchia.